# Siwepalar-Huppak
Siwepalar-Huppak o Siwe-Palar-Khuppak va ser rei d'Elam entre els anys 1778 aC i 1745 aC, aproximadament. Formava part de la Dinastia Epàrtida.
Al voltant del 1767 aC, Siwepalar-Huppak va acordar una coalició amb Zimri-Lim rei de la ciutat estat de Mari i Hammurabi de Babilònia per anar contra la ciutat d'Eixnunna. La va conquerir i va imposar un sukkal (visir) anomenat Kudu-zuluix a Susa, sota les seves ordres directes. Els altres dos membres de la coalició es van girar contra ell quan va intentar expandir el seu poder cap a Babilònia. Hammurabi, aliat amb Zimri-Lim, va expulsar les forces elamites d'Eixnunna. Un dels generals que dirigia els atacs contra els dos reis, era Kunnam d'Elam que apareix en moltes de les Tauletes de Mari.
En una tauleta d'argila, Siwepalar-Huppak es refereix a si mateix amb els títols de "Governador d'Elam" i "El que engrandeix l'Imperi". Es creu que la tauleta es va fer després de ser derrotat per la coalició d'Hammurabi i Zimri-Lim, i que el títol "El que engrandeix l'Imperi" es refereix a les conquestes que va realitzar a la part oest del territori per compensar la seva derrota. Aquesta hipòtesi està recolzada pel fet que un document del segle xii aC parla de Siwepalar-Huppak com un dels grans homes d'Elam.